# Russischer Fußballpokal 2013/14
Der Russische Fußballpokal 2013/14 war die 22. Austragung des russischen Pokalwettbewerbs der Männer. Pokalsieger wurde der FK Rostow. Das Team setzte sich im Finale am 8. Mai 2014 in der Anschi-Arena von Kaspijsk gegen den FK Krasnodar im Elfmeterschießen durch. Titelverteidiger ZSKA Moskau kam bis ins Halbfinale und scheiterte dann gegen den Finalisten aus Krasnodar.

## Modus
Bis zur dritten Runde nahmen 68 Mannschaften von der 2. Division 2013/14 und 7 Amateurvereine teil. Dabei traten die insgesamt 75 Vereine in fünf Zonen (West, Zentrum, Süd, Ural-Powolschje und Ost) an. Ab der vierten Runde stiegen dann die 19 Zweitligisten, ab der fünften Runde die 16 Erstligisten ein.
Alle Begegnungen wurden in einem Spiel ausgetragen. Bei unentschiedenem Ausgang wurde zur Ermittlung des Siegers eine Verlängerung gespielt. Stand danach kein Sieger fest, folgte ein Elfmeterschießen. Der Pokalsieger qualifizierte sich für die Europa League.

## Teilnehmende Teams
| Premjer-Liga (16) | Premjer-Liga (16) | Perwenstwo FNL (19) | Perwenstwo FNL (19) |
| --- | --- | --- | --- |
| - Dynamo Moskau - Lokomotive Moskau - Spartak Moskau - ZSKA Moskau - Amkar Perm - Anschi Machatschkala - FK Krasnodar - Krylja Sowetow Samara | - Kuban Krasnodar - FK Rostow - Rubin Kasan - Terek Grosny - Tom Tomsk - Ural Jekaterinburg - Wolga Nischni Nowgorod - Zenit St. Petersburg | - Alanija Wladikawkas - Anguscht Nasran - Arsenal Tula - Baltika Kaliningrad - Chimik Dserschinsk - Gasowik Orenburg - FK Jenissei Krasnojarsk - Lutsch-Energija Wladiwostok - Mordowija Saransk - FK Neftechimik Nischnekamsk | - FK Dynamo St. Petersburg - Rotor Wolgograd - FK Saljut Belgorod - Schinnik Jaroslawl - SKA-Energija Chabarowsk - FK Sibir Nowosibirsk - Spartak Naltschik - Torpedo Moskau - FK Ufa |
| Perwenstwo PFL (68) | | | |
| - Alanija Wladikawkas (Reserve) - Amur-2010 Blagoweschtschensk - FK Astrachan - Awangard Kursk - Baikal Irkutsk - FK Biolog-Nowokubansk - FK Chimki - Dagdisel Kaspijsk - Dnjepr Smolensk - FK Dolgoprudny - Druschba Maikop - Dynamo Brjansk - Dynamo Kirow - Energija Wolschski - Fakel Woronesch - Irtysch Omsk - Jakutija Jakutsk | - FK Kaluga - KAMAS Nabereschnyje Tschelny - Gasprom-Transgas Stawropol - FK Kolomna - FK Lada Toljatti - Lokomotive Liski - Lokomotive-2 Moskau - Maschuk-KMW Pjatigorsk - Metallurg Lipezk - Metallurg-Oskol Stary Oskol - Metallurg Wyksa - MITOS Nowotscherkassk - Nosta Nowotroizk - FK Oktan Perm - Olimpija Wolgograd - FK Orjol - FK Podolje | - FK Pskow-747 - Rubin-2 Kasan - FK Rus St. Petersburg - Sachalin Juschno-Sachalinsk - Sewer Murmansk - Sibirjak Bratsk - FK Sibir-2 Nowosibirsk - FK SKWO Rostow - Smena Komsomolsk am Amur - Snamja Truda Orechowo-Sujewo - PFK Sokol Saratow - Spartak Joschkar-Ola - Spartak Kostroma - Strogino Moskau - Swesda Rjasan - FK Sysran-2003 - FK Taganrog | - FK Tambow - Tekstilschtschik Iwanowo - FK Tjumen - Torpedo Armawir - Torpedo Wladimir - FK Tosno - FK Tscheljabinsk - Tschernomorez Noworossijsk - FK Tschita - FK Witjas Krymsk - FK Witjas Podolsk - Wolgar Astrachan - Wolga Twer - Wolga Uljanowsk - FK Wologda - FK Zenit-Ischewsk - Zenit Pensa |
| Amateure (7) | | | |
| - Chimik Nowomoskowsk - FK Belogorsk | - Dynamo Kostroma - Raspadskaja Meschduretschensk | - Tobol Tobolsk - Trevis & VVK St. Petersburg | - Zenit Moskau |

## 1. Runde
Teilnehmer: Teilnehmer: 39 Vereine der drittklassigen Perwenstwo PFL und 7 Amateurvereine.
| Datum                           |                                   | Ergebnis                |                                    |
| ------------------------------- | --------------------------------- | ----------------------- | ---------------------------------- |
| 00000000000Zone Süd             |                                   |                         |                                    |
| 07.07.2013                      | Dagdisel Kaspijsk (III)           | 2:0                     | Druschba Maikop (III)              |
| 07.07.2013                      | FK Witjas Krymsk (III)            | 2:1                     | FK Biolog-Nowokubansk (III)        |
| 07.07.2013                      | MITOS Nowotscherkassk (III)       | 3:1                     | FK SKWO Rostow (III)               |
| 07.07.2013                      | Olimpija Wolgograd (III)          | 2:4                     | Energija Wolschski (III)           |
| 00000000000Zone West            |                                   |                         |                                    |
| 10.07.2013                      | Zenit Moskau (IV)                 | 0:6                     | Strogino Moskau (III)              |
| 10.07.2013                      | Trevis & VVK St. Petersburg (IV)  | 0:1                     | FK Rus St. Petersburg (III)        |
| 10.07.2013                      | FK Kolomna (III)                  | 1:2                     | Snamja Truda Orechowo-Sujewo (III) |
| 10.07.2013                      | Wolga Twer (III)                  | 1:2                     | Dnjepr Smolensk (III)              |
| 10.07.2013                      | FK Tosno (III)                    | 2:0                     | FK Wologda (III)                   |
| 10.07.2013                      | Dynamo Kostroma (IV)              | 1:1 n. V. (4:2 i. E.)   | Spartak Kostroma (III)             |
| 10.07.2013                      | Tekstilschtschik Iwanowo (III)    | 4:2                     | Torpedo Wladimir (III)             |
| 00000000000Zone Zentrum         |                                   |                         |                                    |
| 11.07.2013                      | Chimik Nowomoskowsk (IV)          | 0:3                     | FK Podolje (III)                   |
| 11.07.2013                      | Swesda Rjasan (III)               | 3:0                     | FK Tambow (III)                    |
| 11.07.2013                      | Metallurg-Oskol Stary Oskol (III) | 1:2                     | Lokomotive Liski (III)             |
| 11.07.2013                      | Dynamo Brjansk (III)              | 0:0 n. V. (12:11 i. E.) | FK Orjol (III)                     |
| 00000000000Zone Ural-Powolschje |                                   |                         |                                    |
| 12.07.2013                      | FK Oktan Perm (III)               | 0:1                     | Dynamo Kirow (III)                 |
| 12.07.2013                      | Spartak Joschkar-Ola (III)        | 0:1                     | Rubin-2 Kasan (III)                |
| 12.07.2013                      | FK Lada Toljatti (III)            | 1:0                     | KAMAS Nabereschnyje Tschelny (III) |
| 12.07.2013                      | FK Tscheljabinsk (III)            | 2:1 n. V.               | Tobol Tobolsk (IV)                 |
| 12.07.2013                      | FK Sysran-2003 (III)              | 1:0                     | Nosta Nowotroizk (III)             |
| 00000000000Zone Ost             |                                   |                         |                                    |
| 16.07.2013                      | FK Tschita (III)                  | 3:1                     | Baikal Irkutsk (III)               |
| 16.07.2013                      | FK Sibir-2 Nowosibirsk (III)      | 0:3                     | Raspadskaja Meschduretschensk (IV) |
| 16.07.2013                      | FK Belogorsk (III)                | 0:0 n. V. (5:4 i. E.)   | Smena Komsomolsk am Amur (III)     |

## 2. Runde
Teilnehmer: Die 23 Sieger der ersten Runde und 29 weitere Vereine der Perwenstwo PFL.
| Datum                           |                                     | Ergebnis              |                              |
| ------------------------------- | ----------------------------------- | --------------------- | ---------------------------- |
| 00000000000Zone Ural-Powolschje |                                     |                       |                              |
| 22.07.2013                      | Rubin-2 Kasan (III)                 | 1:4                   | Wolga Uljanowsk (III)        |
| 22.07.2013                      | Dynamo Kirow (III)                  | 0:1 n. V.             | FK Zenit-Ischewsk (III)      |
| 22.07.2013                      | FK Sysran-2003 (III)                | 2:1                   | FK Lada Toljatti (III)       |
| 22.07.2013                      | FK Tjumen (III)                     | 2:0                   | FK Tscheljabinsk (III)       |
| 00000000000Zone Süd             |                                     |                       |                              |
| 26.07.2013                      | Alanija Wladikawkas (Reserve) (III) | 0:2                   | Dagdisel Kaspijsk (III)      |
| 26.07.2013                      | Wolgar Astrachan (III)              | 2:0                   | FK Astrachan (III)           |
| 26.07.2013                      | Gasprom-Transgas Stawropol (III)    | 3:1                   | Maschuk-KMW Pjatigorsk (III) |
| 26.07.2013                      | FK Taganrog (III)                   | 0:2                   | MITOS Nowotscherkassk (III)  |
| 26.07.2013                      | Energija Wolschski (III)            | 1:3 n. V.             | Torpedo Armawir (III)        |
| 26.07.2013                      | Tschernomorez Noworossijsk (III)    | 1:3 n. V.             | FK Witjas Krymsk (III)       |
| 00000000000Zone Zentrum         |                                     |                       |                              |
| 26.07.2013                      | Metallurg Wyksa (III)               | 1:3                   | Metallurg Lipezk (III)       |
| 26.07.2013                      | FK Kaluga (III)                     | 1:2                   | Swesda Rjasan (III)          |
| 26.07.2013                      | FK Podolje (III)                    | 0:1                   | FK Witjas Podolsk (III)      |
| 26.07.2013                      | Lokomotive Liski (III)              | 3:0                   | Fakel Woronesch (III)        |
| 26.07.2013                      | Awangard Kursk (III)                | 2:0                   | Dynamo Brjansk (III)         |
| 26.07.2013                      | Zenit Pensa (III)                   | 0:4                   | PFK Sokol Saratow (III)      |
| 00000000000Zone Ost             |                                     |                       |                              |
| 30.07.2013                      | Sibirjak Bratsk (III)               | 0:1                   | FK Tschita (III)             |
| 30.07.2013                      | Sachalin Juschno-Sachalinsk (III)   | 1:1 n. V. (2:4 i. E.) | Jakutija Jakutsk (III)       |
| 30.07.2013                      | Raspadskaja Meschduretschensk (IV)  | 1:1 n. V. (2:4 i. E.) | Irtysch Omsk (III)           |
| 30.07.2013                      | Amur-2010 Blagoweschtschensk (III)  | 0:1 n. V.             | FK Belogorsk (IV)            |
| 00000000000Zone West            |                                     |                       |                              |
| 31.07.2013                      | FK Rus St. Petersburg (III)         | 0:3                   | Sewer Murmansk (III)         |
| 31.07.2013                      | Snamja Truda Orechowo-Sujewo (III)  | 1:2                   | FK Dolgoprudny (III)         |
| 31.07.2013                      | Tekstilschtschik Iwanowo (III)      | 2:1 n. V.             | Dynamo Kostroma (IV)         |
| 31.07.2013                      | FK Pskow-747 (III)                  | 2:2 n. V. (6:7 i. E.) | FK Tosno (III)               |
| 31.07.2013                      | Dnjepr Smolensk (III)               | 0:1                   | FK Chimki (III)              |
| 31.07.2013                      | Strogino Moskau (III)               | 2:1 n. V.             | Lokomotive-2 Moskau (III)    |

## 3. Runde
Teilnehmer: Die 26 Sieger der zweiten Runde.
| Datum                           |                             | Ergebnis                |                                  |
| ------------------------------- | --------------------------- | ----------------------- | -------------------------------- |
| 00000000000Zone Ost             |                             |                         |                                  |
| 10.08.2013                      | Jakutija Jakutsk (III)      | 2:1                     | FK Belogorsk (IV)                |
| 21.08.2013                      | Irtysch Omsk (III)          | 1:0                     | FK Tschita (III)                 |
| 00000000000Zone West            |                             |                         |                                  |
| 11.08.2013                      | Sewer Murmansk (III)        | 0:3                     | FK Tosno (III)                   |
| 11.08.2013                      | FK Dolgoprudny (III)        | 2:1                     | Strogino Moskau (III)            |
| 11.08.2013                      | FK Chimki (III)             | 2:1                     | Tekstilschtschik Iwanowo (III)   |
| 00000000000Zone Süd             |                             |                         |                                  |
| 13.08.2013                      | Dagdisel Kaspijsk (III)     | 2:1                     | Gasprom-Transgas Stawropol (III) |
| 13.08.2013                      | Torpedo Armawir (III)       | 1:0                     | FK Witjas Krymsk (III)           |
| 13.08.2013                      | MITOS Nowotscherkassk (III) | 4:0                     | Wolgar Astrachan (III)           |
| 00000000000Zone Zentrum         |                             |                         |                                  |
| 13.08.2013                      | Metallurg Lipezk (III)      | 2:2 n. V. (12:13 i. E.) | PFK Sokol Saratow (III)          |
| 13.08.2013                      | FK Witjas Podolsk (III)     | 1:2                     | Swesda Rjasan (III)              |
| 13.08.2013                      | Lokomotive Liski (III)      | 0:1                     | Awangard Kursk (III)             |
| 00000000000Zone Ural-Powolschje |                             |                         |                                  |
| 17.08.2013                      | FK Tjumen (III)             | 0:0 n. V. (4:3 i. E.)   | FK Sysran-2003 (III)             |
| 17.08.2013                      | FK Zenit-Ischewsk (III)     | 2:1                     | Wolga Uljanowsk (III)            |

## 4. Runde
Teilnehmer: Die 13 Sieger der dritten Runde und die 19 Vereine der Perwenstwo FNL. Unterklassige Teams hatten Heimrecht.
| Datum      |                             | Ergebnis              |                                  |
| ---------- | --------------------------- | --------------------- | -------------------------------- |
| 31.08.2013 | Dagdisel Kaspijsk (III)     | 0:1                   | Anguscht Nasran (II)             |
| 31.08.2013 | FK Zenit-Ischewsk (III)     | 1:1 n. V. (3:4 i. E.) | Mordowija Saransk (II)           |
| 31.08.2013 | Spartak Naltschik (II)      | 1:2 n. V.             | Alanija Wladikawkas (II)         |
| 31.08.2013 | FK Tjumen (III)             | 1:1 n. V. (5:3 i. E.) | FK Jenissei Krasnojarsk (II)     |
| 31.08.2013 | Swesda Rjasan (III)         | 2:1 n. V.             | Torpedo Moskau (II)              |
| 31.08.2013 | Awangard Kursk (III)        | 1:2                   | Chimik Dserschinsk (II)          |
| 01.09.2013 | FK Chimki (III)             | 1:2                   | Schinnik Jaroslawl (II)          |
| 01.09.2013 | Jakutija Jakutsk (III)      | 0:3                   | SKA-Energija Chabarowsk (II)     |
| 01.09.2013 | Torpedo Armawir (III)       | 0:1                   | Rotor Wolgograd (II)             |
| 01.09.2013 | MITOS Nowotscherkassk (III) | 1:3                   | FK Saljut Belgorod (II)          |
| 01.09.2013 | Irtysch Omsk (III)          | 1:2 n. V.             | Lutsch-Energija Wladiwostok (II) |
| 01.09.2013 | Gasowik Orenburg (II)       | 1:0                   | FK Sibir Nowosibirsk (II)        |
| 01.09.2013 | FK Tosno (III)              | 1:0 n. V.             | FK Dynamo St. Petersburg (II)    |
| 01.09.2013 | PFK Sokol Saratow (III)     | 0:0 n. V. (3:1 i. E.) | Arsenal Tula (II)                |
| 01.09.2013 | FK Dolgoprudny (III)        | 1:1 n. V. (3:1 i. E.) | Baltika Kaliningrad (II)         |
| 01.09.2013 | FK Ufa (II)                 | 0:1                   | FK Neftechimik Nischnekamsk (II) |

## 5. Runde
Teilnehmer: Die 16 Sieger der vierten Runde, sowie die 16 Erstligisten, die auswärts antraten.
| Datum      |                                  | Ergebnis              |                            |
| ---------- | -------------------------------- | --------------------- | -------------------------- |
| 30.10.2013 | FK Tosno (III)                   | 0:0 n. V. (5:3 i. E.) | Ural Jekaterinburg (I)     |
| 30.10.2013 | SKA-Energija Chabarowsk (II)     | 2:0                   | Wolga Nischni Nowgorod (I) |
| 30.10.2013 | Anguscht Nasran (II)             | 0:1                   | FK Rostow (I)              |
| 30.10.2013 | Chimik Dserschinsk (II)          | 1:2                   | ZSKA Moskau (I)            |
| 30.10.2013 | Gasowik Orenburg (II)            | 0:1 n. V.             | Tom Tomsk (I)              |
| 30.10.2013 | Schinnik Jaroslawl (II)          | 0:1                   | Spartak Moskau (I)         |
| 30.10.2013 | FK Saljut Belgorod (II)          | 1:0                   | Dynamo Moskau (I)          |
| 30.10.2013 | Mordowija Saransk (II)           | 2:2 n. V. (4:3 i. E.) | Amkar Perm (I)             |
| 30.10.2013 | Lutsch-Energija Wladiwostok (II) | 4:2                   | Rubin Kasan (I)            |
| 30.10.2013 | FK Dolgoprudny (III)             | 1:4                   | FK Krasnodar (I)           |
| 30.10.2013 | Rotor Wolgograd (II)             | 0:0 n. V. (4:3 i. E.) | Lokomotive Moskau (I)      |
| 30.10.2013 | FK Tjumen (III)                  | 2:0                   | Zenit St. Petersburg (I)   |
| 31.10.2013 | Swesda Rjasan (III)              | 2:2 n. V. (4:2 i. E.) | Kuban Krasnodar (I)        |
| 31.10.2013 | FK Neftechimik Nischnekamsk (II) | 1:4                   | Terek Grosny (I)           |
| 31.10.2013 | Alanija Wladikawkas (II)         | 1:0                   | Anschi Machatschkala (I)   |
| 31.10.2013 | PFK Sokol Saratow (III)          | 1:1 n. V. (3:1 i. E.) | Krylja Sowetow Samara (I)  |

## Achtelfinale
Teilnehmer: Die 16 Sieger der fünften Runde.
| Datum      |                                  | Ergebnis  |                              |
| ---------- | -------------------------------- | --------- | ---------------------------- |
| 16.11.2013 | FK Krasnodar (I)                 | 3:2       | Swesda Rjasan (III)          |
| 28.11.2013 | Lutsch-Energija Wladiwostok (II) | 3:2 n. V. | SKA-Energija Chabarowsk (II) |
| 01.03.2014 | Rotor Wolgograd (II)             | kampflos  | FK Saljut Belgorod (II)      |
| 01.03.2014 | FK Rostow (I)                    | kampflos  | Alanija Wladikawkas (II)     |
| 01.03.2014 | Terek Grosny (I)                 | 3:2       | Mordowija Saransk (II)       |
| 02.03.2014 | ZSKA Moskau (I)                  | 2:0       | PFK Sokol Saratow (III)      |
| 12.03.2014 | Spartak Moskau (I)               | 0:1 n. V. | FK Tosno (III)               |
| 13.03.2014 | Tom Tomsk (I)                    | 2:1       | FK Tjumen (III)              |

## Viertelfinale
| Datum      |                  | Ergebnis              |                                  |
| ---------- | ---------------- | --------------------- | -------------------------------- |
| 26.03.2014 | FK Krasnodar (I) | 3:0                   | FK Tosno (III)                   |
| 26.03.2014 | Tom Tomsk (I)    | 1:1 n. V. (1:2 i. E.) | Lutsch-Energija Wladiwostok (II) |
| 26.03.2014 | FK Rostow (I)    | 3:0                   | Rotor Wolgograd (II)             |
| 27.03.2014 | ZSKA Moskau (I)  | 1:0 n. V.             | Terek Grosny (I)                 |

## Halbfinale
| Datum      |                 | Ergebnis |                                  |
| ---------- | --------------- | -------- | -------------------------------- |
| 16.04.2014 | ZSKA Moskau (I) | 0:1      | FK Krasnodar (I)                 |
| 17.04.2014 | FK Rostow (I)   | 3:1      | Lutsch-Energija Wladiwostok (II) |

## Finale
| Paarung        | FK Krasnodar – FK Rostow |
| Ergebnis       | 0:0 n. V., 5:6 i. E. |
| Datum          | 8. Mai 2014 |
| Stadion        | Anschi-Arena, Kaspijsk |
| Zuschauer      | 19.500 |
| Schiedsrichter | Sergei Karassjow |
| Tore           | Elfmeterschießen: 1:0 Andreas Granqvist 1:1 Hrvoje Milić 2:1 Márcio Abreu 2:2 Dmitri Polos 3:2 Ricardo Laborde 3:3 Witali Djakow 4:3 Joãozinho 4:4 Florent Sinama-Pongolle 5:4 Ari 5:5 Artjom Dsjuba Ragnar Sigurðsson (neben das Tor) Alexandru Gațcan (neben das Tor) Juri Gasinski (gehalten) 5:6 Igor Lolo |
| FK Krasnodar   | Andrei Sinizyn – Artur Jędrzejczyk, Ragnar Sigurðsson, Andreas Granqvist , Witali Kaleschin – Mauricio Pereyra, Juri Gasinski, Jewgeni Schipizin (82. Márcio Abreu) – Wanderson do Carmo (106. Ricardo Laborde), Ari, Joãozinho Cheftrainer: Oleg Kononow                                                      |
| FK Rostow      | Stipe Pletikosa – Arseni Logaschow, Bastos, Witali Djakow, Hrvoje Milić – Alexandru Gațcan, Asim Fatullajew – Zimafej Kalatschou (118. Florent Sinama-Pongolle), Guélor Kanga (103. Igor Lolo), Dschano Ananidse (86. Dmitri Polos) – Artjom Dsjuba Cheftrainer: Miodrag Božović ( Montenegro)                 |
| Gelbe Karten   | Juri Gasinski, Ragnar Sigurðsson, Jewgeni Schipizin, Andreas Granqvist – Arseni Logaschow, Zimafej Kalatschou |
| Platzverweise  | keine – Bastos |
|                | Mauricio Pereyra – keine |